# カンフー・パンダ3
『カンフー・パンダ3』（原題: Kung Fu Panda 3）は、2016年のアメリカ合衆国のコンピュータアニメーション・アクション・コメディ映画。ドリームワークス・アニメーションが製作し、世界では20世紀フォックスが、中国ではオリエンタル・ドリームワークスが配給している。『カンフー・パンダシリーズ』の第3作で、『カンフー・パンダ2』（2011年）の続編に当たる。作中では、ポーは生みの親と再会し、秘密のパンダ村の存在を知るが、すぐに気を習得し、ウーグウェイ導師の遺産を破壊しようとする精霊戦士であるカイと戦うためにパンダたちを準備しなければならなくなる。
監督はジェニファー・ユー・ネルソンとアレッサンドロ・カルローニ、脚本はジョナサン・アイベルとグレン・バーガーが務めた。ジャック・ブラック、ダスティン・ホフマン、アンジェリーナ・ジョリー、ルーシー・リュー、セス・ローゲン、デヴィッド・クロス、ジェームズ・ホン、ジャッキー・チェンが前作から続投し、ランドール・ダク・キムが第1作からウーグウェイ導師役を再演している。この2人に加え、ブライアン・クランストン（フレッド・タタショアに代わり、マスター・ベアの声を担当）、J・K・シモンズ、ケイト・ハドソンがそれぞれリー・シェン、カイ、メイメイ役で出演している。本作は、2015年9月18日に大腸癌のため55歳で亡くなった、ドリームワークス・アニメーションで製作責任者を務めたナンシー・バーンスタインに捧げられた作品である。
本作は2016年1月16日にロサンゼルスで初公開された。1月23日に中国で3時間の特別スニーク・プレビューを行い限定公開され、3月25日に3Dで全米公開され、製作費1億4,500万ドルに対して全世界で5億2,100万ドルを記録し、1月の公開作品としては『アメリカン・スナイパー』に次ぐ第2位の興行収入を記録した。また、声優、アニメーション、ビジュアル、ユーモアなどが賞賛され、概ね好評を博した。日本では当初は2016年夏公開予定だったが、諸事情により、Netflix独占配信に変更された。2018年11月16日から2019年7月4日までAmazon Prime Videoでスピンオフ・アニメーション・シリーズ『カンフーパンダ ～運命の拳』が放送され、2022年7月には続編アニメシリーズ『Kung Fu Panda: The Dragon Knight』がNetflixで放送予定となっている。

## ストーリー
カンフーオタクのジャイアントパンダ、ポーは、ひょんなことから伝説の龍の戦士となり、レッサーパンダのシーフー老師の下で修行を積んでいる。仲間には、マスター・ファイブと呼ばれる5頭の戦士がいた。最初はバカにされていたポーだが、今ではマスター・ファイブよりも強くなり、ナンバーワンのマスター・タイガーからも信頼されている。
ある時、「魂の王国」にいるヤク、カイが、カメのウーグウェイ導師と戦っていた。カイは鎖の先に斧がついた武器を操り、ウーグウェイ導師を倒そうとしているのだ。カイは「魂の王国」に来てもう500年が経過しており、「肉体の王国」に戻りたいと思っていたのだ。そして、今までに倒したマスターの気をすべて奪って体内に取り込んでいる。ウーグウェイ導師もカイに倒されたが、「あなたを止める役割は、別の者に託している」と言った。マスターたちの気はすべて緑色の塊になっており、ウーグウェイ導師の気はカイの胸のところに飾られた。
中国、翡翠城。「龍の戦士」とウーグウェイ導師に指名されながらも、いまひとつ実力を発揮できていないポーは、シーフー老師に「今日が私の最後の稽古だ」と言われる。シーフー老師は引退をし、ポーに次の指導役を任せようと思っているのだ。マスター・ファイブもそれを聞き、早速ポーの指導を受けたが、それは最悪なものだった。マスター・ファイブの息が合わずにみんなダメージを受け、ポーも指導力不足を反省する。悩んだポーはシーフー老師に相談するが、「できることばかりをしていては、成長できない」と言われた。シーフー老師はポーの目の前で気を送り、花を咲かせる。その方法を教えてくれとポーは頼むが、「生きとし生ける者に宿るエネルギー、気を注入するのだ」と、ポーには理解できない言葉だった。愚痴をこぼしながら去るポーに、シーフー老師は「お前はお前らしくあればいい」と言う。
その頃、地球の奥地に緑色の玉が落ちてきた。その正体はカイで、彼は「肉体の王国」に戻れたことを喜び、自分のものにした緑の気を放つと、ウーグウェイ導師の教えを継ぐ者を探せと命じた。緑色のマスターたちは各地に散り、「龍の戦士」を探しに行く。
落ち込んだポーは育ての父、ピンのところへ行った。ガチョウのピンは中華料理店を経営している。その店に、ポーの記録を更新する大食いの人物が現れた。それはなんとジャイアントパンダのリー・シェンで、「何年も生き別れになった息子を探している」と言う。ポーも「自分は生き別れになった父親を探している」と言い、互いに健闘を祈った。見守る周囲のみんなはポーとリー・シェンが親子だと気付くが、当の2人が気付くのは何テンポも遅れてだった。互いが親子だと気付いたリーは、「シャオレン（小蓮）」と呼んだ。出生時にはその名で呼んでいたのだ。パンダはかつて絶滅したとされていた。しかしリーは、逃げのびたパンダたちが作った秘密の村があると言い、ポーを連れて行きたがる。育ての父、ピンは、ポーが本当の父、リーに奪われてしまいそうな気がして、やきもきした。リーとの再会を果たしたポーは、マスター・ファイブにも紹介する。リーには自分が「龍の戦士」になったと告げる。そこへ緑の煙のような気のマスターが現れ、マスター・ファイブとポーに立ちはだかった。彼らの目を通して、カイは相手を見ることができる。カイは宣戦布告をし、手初めに地上にいる「マスター」と呼ばれる者たちの気を奪ってやると宣言した。肉体がない翡翠色のゾンビのため、ポーたちは「ゾンビスイ（ゾンビ＋翡翠）」と呼ぶ。シーフー老師がカイとウーグウェイ導師の過去について、説明する。
カイとウーグウェイはかつて大親友だった。カイの力はウーグウェイと同じくらい強いもの。ある戦いでウーグウェイが瀕死の重傷を負った時、カイが助けて山の奥深くへ逃げた。そこにはパンダの村があり、パンダたちは「気功」でウーグウェイの傷を癒した。それを見たカイは力を独占したがり、ウーグウェイと対立する。ウーグウェイはカイを撃退し、カイは死に「魂の王国」へ送られた。カイを倒せるのは、気功の使い手のみだと、シーフー老師が言う。
話を聞いたリーはパンダ村での修行を勧め、一緒に村へ行こうと言った。ポーも気功を使えるようになるため、村へ行くことを決意する。シーフー老師も承諾し、その間、マスター・ファイブにカイの居場所を探らせようと思う。はらはらしたピンは、ポーの荷物にまぎれこんで同行した。
パンダの村ははるか遠く、雪国の地にあった。しかし高い山にのぼると、緑が豊かな栄えた土地が広がっている。そこでパンダたちはのどかに暮らしていた。生まれて初めて見るおおぜいの仲間に、ポーは感激する。パンダの村では、パンダは歩くのではなく転がるもので、食事の時に箸は使わず、みんな手づかみで食べる。寝坊をするのがよしとされる。メイメイという雌パンダは、踊れないパンダはいないと豪語した。学ぶことがたくさんあると思いつつ、ポーは必死でパンダらしくあろうとする。リーにそろそろ気功を教えてくれと頼むが、リーはごまかすばかりだった。
カイの居場所を探っていたマスター・カマキリとマスター・ツルがまず気を奪われた。カイの手先になってしまう。カイが翡翠城を襲い、マスター・ヘビ、マスター・モンキーの気を奪った。シーフー老師はカイと戦いながら、隠れていたマスター・タイガーにポーへ知らせろと言う。そしてシーフー老師までもが、カイに倒された。マスター・タイガーは古文書を持ち、パンダの村へ走る。マスター・タイガーの知らせを聞いたポーは、一刻も早く気功を教えてくれとリーに詰め寄った。リーは「気功など知らない」と白状する。パンダの国で気功が使えたのは、はるか昔の話だったのだ。気功は伝わっておらず、今では使い手がいなかった。リーはわが子、ポーが「龍の戦士」として危険な任務に就いていると知り、その身を心配して安全なパンダの村へ連れてきたがったのだ。ポーは父に嘘をつかれたとショックを受けるが、横でそれを聞いたピンはリーの「親心」を理解し、自分も同じだと思う。事情を聞いたリーは、ポーにも軍団がいればよいのではないかと言い、パンダの村の仲間たちが協力すると言い出した。時間は少ないながらもポーはみんなにカンフーを教え、役割分担を決めてカイが襲ってくる時に備える。リーが言った「本当のお前にしたかった」ということばを聞いたポーは、シーフー老師も同じことを言っていたことを思い出す。そして、自分らしさこそが大切だと気付いた。自分がパンダだろうが、育ての親がガチョウだろうが気にせず、ありのままの自分を受け入れて戦えばよいのだと思う。それとともに、みんなの長所を生かして配備につけた。
カイが手下のゾンビスイを連れて、パンダの村に攻めてきた。パンダの仲間たちは打ちあわせどおり、ゾンビスイの邪魔をする。シーフー老師のゾンビスイには、ポーは手出しできない。それを見た父2人がシーフー老師のゾンビスイを倒す。ポーはカイに必殺技「シュカボーン」を決めるが、効果がなかった。高笑いをしたカイは、シュカボーンは生きた肉体にしか効果がないと指摘する。それを聞いたポーは、自分の身を犠牲にしようと考え、カイを抱いたまま、自分の身体に向けてシュカボーンの技を出す。こうしてカイを連れ去って、ポーは「魂の王国」へ行った。ポーが消えた場所には、ピンクの花びらが舞っている。
「魂の王国」でカイと再び戦ったポーだが、鎖の斧に捕まって気を抜かれそうになる。地上では、身を犠牲にしたポーを見たパンダの仲間たちが、手のひらを握って気を送り始めた。それを見たマスター・タイガーやピンも、パンダではないが気を送る。「魂の王国」にいるポーにどんどん地上から気が送られ、ポーが「龍の戦士」として覚醒した。カイはポーの気を受け止めきれずに、破裂して消滅する。その瞬間、カイに奪われていたマスターたちの気は地上へ戻り、肉体を取り戻す。ポーはまだ「魂の王国」をさまよっていた。地上のみんなは心配する。ウーグウェイ導師と会ったポーは「初めて会った時にカンフーの未来、陰と陽、過去と未来の両方の要素を持つ導師としてやっていけると踏んだ」と言われ、白と黒のマークの杖を渡される。ポーは自らの意志で「肉体の王国」に戻ると決め、戻った。
パンダの村でお祝いのダンスが始まった。そのなか、シーフー老師と礼をし合ったポーは、気を送ってふもとに花を咲かせるのだった。

## キャスト
括弧内は日本語吹替版の声優。日本語吹き替え版ではポーなど一部の声優が前作から変更されている。
- ポー・ピン（英語版）: ジャック・ブラック[6]（佐藤せつじ）
- カイ: J・K・シモンズ（石井康嗣）
- リー・シェン: ブライアン・クランストン[6][7][8]（浦山迅）
- シーフー老師: ダスティン・ホフマン[9]（樋浦勉）
- ピンさん: ジェームズ・ホン（龍田直樹）
- マスター・タイガー: アンジェリーナ・ジョリー[6][10]（本田貴子）
- マスター・モンキー: ジャッキー・チェン（石丸博也）
- マスター・カマキリ: セス・ローゲン（桐本拓哉）
- マスター・ツル: デヴィッド・クロス（真殿光昭）
- マスター・ヘビ: ルーシー・リュー（朴璐美）
- ウーグウェイ導師: ランドール・ダク・キム（英語版）（富田耕生）
- バオ: スティール・ギャニオン
- レイレイ: リアム・ナイト（英語版）
- ビッグファン: ウェイン・ナイト
- ホムリー: ウェイン・ナイト
- グランマ・パンダ: バーバラ・ディリクソン（英語版）
- サム: ウィリー・ガイスト（英語版）
- ディム: アル・ローカー（英語版）
- マスター・ワニ: ジャン＝クロード・ヴァン・ダム
- マスター・ベア: フレッド・タタショア
- マスター・チキン: ステファン・キーリン
- ユ: パックス・ジョリー・ピット
- クク: ノックス・ジョリー・ピット
- メイメイ: ケイト・ハドソン[6][7][11]（佐古真弓）
- メンメン: ザハラ・ジョリー・ピット
- シュアイシュアイ: シャイロー・ジョリー・ピット
- ミン: ミン・サイ（英語版）
- 宮殿の雄ガチョウ: マイク・ミッチェル（英語版）
- スマートなパンダの村人: マイク・ミッチェル
- 宮殿の雌ガチョウ: ケリー・クーニー
- ガチョウの農家: ミック・ウィンガート（英語版）
- ウサギの農家: ミック・ウィンガート

## 製作

### 製作
2010年、ドリームワークス・アニメーション（DWA）のCEOであるジェフリー・カッツェンバーグは、『カンフー・パンダシリーズ』が全部で6作品、つまり「チャプター」を持つ予定であることを発表した。2012年7月、DWAのチーフ・クリエイティブ・オフィサーであるビル・ダマスキによって、本作の製作が正式に決定された。
本作は、ドリームワークス・アニメーションと中国企業の提携により2012年に設立された上海のアニメーションスタジオ「オリエンタル・ドリームワークス」との共同作品として製作された。作品の3分の1は中国で、残りはアメリカのDWAで製作された。アメリカのメジャーな長編アニメーション映画が中国企業と共同制作されるのは初めてのことだった。映画製作者はSAPPRFTと緊密に連携し、中国での映画公開を実現した。中国での合作映画として、製作会社は同国の厳しい輸入枠を回避し、輸入映画よりも多くの興行収入を得ることができた。中国での成功のために、英語版に加え、中国語版もフルアニメーション化し、キャラクターの口の動きと声がシンクロする唯一のバージョンとなった。

### キャスティング
本作では、監督のジェニファー・ユー・ネルソン、プロデューサーのメリッサ・コブ、脚本家のジョナサン・アイベルとグレン・バーガー、そして製作総指揮のギレルモ・デル・トロなど、第2作のスタッフが続投した。当初はネルソンが1人で監督を務める予定だったが、2015年2月にはアレッサンドロ・カルローニが共同監督として加わった。第1作でアニメーション・スーパーバイザー、第2作でストーリー・アーティストを務めていたカルローニが、ネルソンから「監督のベンチ」を強化して、タイムリーに作品を完成させたいと要望され、参加したとのことだった。
2013年4月9日、DWAは、レベル・ウィルソン、ブライアン・クランストン、マッツ・ミケルセンが本作のキャストに加わったことを発表した。2015年4月までに、キャラクターが書き換えられたミケルセンに代わって、J・K・シモンズが加わった。5ヵ月後、ウィルソンは製作スケジュールの延長によりケイト・ハドソンに交代した。スタジオは、ハドソンの解釈を反映させるために、過去に完成したシーンを再アニメーション化する必要があった。
本作に登場するカイは、テレビシリーズ以外の『カンフーパンダシリーズ』では初の超常現象を利用したヴィランとなった。デル・トロが「これまでで最も手強いヴィラン」と評したように、これまでのヴィランとは一線を画す存在であることが期待された。ネルソンは「タイ・ランが喧嘩っ早いから喧嘩屋になるんじゃない。シェンがより賢かったから、より賢くなることはできない。どこに行けばいいんだ？自然的で、大きく、もっと威圧的でなければならない」と語った。

### 音楽
2014年7月25日、『カンフーパンダシリーズ』前2作の音楽を担当したハンス・ジマーが再び本作の音楽を担当することが発表された。ロンドン・フィルハーモニー管弦楽団による演奏、メトロ・ヴォイセズと上海ロキシ・ミュージカル・スタジオ合唱団による合唱曲、中国のピアニスト、ラン・ラン、中国のチェリスト、ジャン・ワン、二胡奏者の果敢、台湾のポップシンガー、周杰倫、カナダと台湾の若手シンガー、パトリック・ブラスカなどのアジアの有名ミュージシャンが出演し、メインテーマの「トライ」をエンドクレジットでチョウと共に演奏している。サウンドトラック・アルバムは2016年1月22日にソニー・クラシカルからリリースされた。前2作でジマーとコラボレーションしたジョン・パウエルは第3作では復帰しなかったが、それでも彼がジマーとコラボレートしたテーマのほとんどがスコアに組み込まれた。多くのテーマ曲には、アメリカのポップ・ロック・バンド、イマジン・ドラゴンズのガレージロック「I'm So Sorry」の一部が使用されている。サウンドトラックでは、「The Arrival of Kai」「The Hall of Heroes」「The Legend of Kai」「Jaded」「Po Belongs」「Kai Is Closer」「The Battle of Legends」「The Spirit Realm」のトラックに分けられた。また、中国系アメリカ人の作曲家、ネイサン・ワン、スコットランド人の作曲家、ローン・バルフ、スコットランド人の作曲家、ポール・マウンシーが作曲した音楽も追加で収録されている。

## 封切り

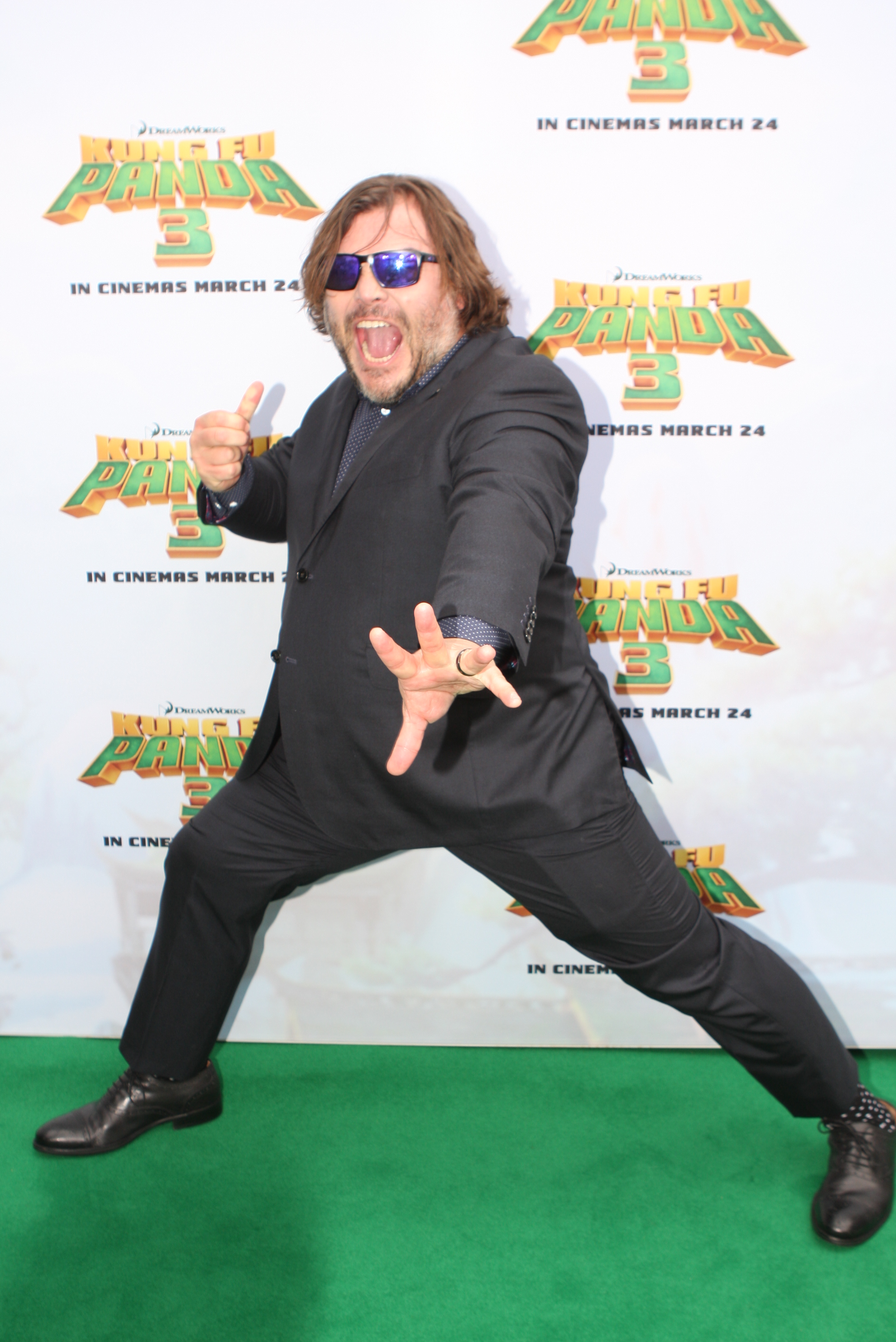
2016年にシドニーで開催された本作のオーストラリア・プレミアに登場したジャック・ブラック

2012年9月、2016年3月18日に公開されることが発表された。2013年4月9日、本作の公開日が2015年12月23日に繰り下げられた。2014年12月、『スター・ウォーズ/フォースの覚醒』との競合を避けるため、当初の公開日である2016年3月18日に前倒しで公開されることになった。2015年4月、再び発売日をずらし、今度は2016年3月25日に公開された。AMCシアターズは、フォックスおよびDWAと提携し、アメリカおよびカナダの7館で中国語版を、14館でスペイン語版を上映することになり、字幕版と吹替版が混在することになった。AMCが主要な劇場公開作品を北京語の吹替版/字幕版で上映するのは、今回が初となった。本作は、2016年1月28日から韓国、ロシア、ウクライナ、ジャマイカ、プエルトリコで、3月25日から中国とアメリカ、カナダで同時公開された。その他の市場は、3月、4月に続いた。『Deadline Hollywood』によると、このように時期をずらして公開するのは、中国が春節など、都合のよい日を利用するためだという。

### コンピューターゲーム
『Kung Fu Panda Showdown of Legendary Legends』は、『カンフー・パンダシリーズ』全3作のキャラクターが登場する、シングルおよびマルチプレイヤーのRPG・武術・ビデオ・フリー・ファイアゲームである。製作はヴィシャス・サイクル・ソフトウェア、パブリッシャーはLittle Orbitで、Microsoft Windows、Xbox 360、PlayStation 3、ニンテンドー3DS、Xbox One、PlayStation 4向けに2015年12月1日に発売された。Wii U版は2015年12月15日に発売された。

### 続編
2010年12月3日、ドリームワークス・アニメーションCEOのジェフリー・カッツェンバーグは、本作の後、さらに3本の続編を製作し、全6作のシリーズにすることを正式に認めた。2016年1月13日、コリダーが本作の製作陣に4作目の可能性について尋ねたところ、共同監督のジェニファー・ユー・ネルソンは「一度にひとつずつだ。これを完璧な宝石にして、その後どうなるかを見たい」と答え、共同監督のアレッサンドロ・カルローニは「続編では、オープンエンドな感じを持たせようとは思わない。完成された旅のように感じてほしいし、本作はそうなっていると思う。そして、もし素晴らしい物語が現れたら、それは素晴らしいことだ」と答えた。2018年8月2日、『カンフー・パンダ4』の最新情報について尋ねられたネルソンは、「知らない」「ずっとシリーズを3部作として見ていた」と答えつつ、「ポーに焦点が当たる限り、第4作のアイデアにはオープンである」と述べた。

### テレビシリーズ
2018年4月12日、本作のスピンオフアニメシリーズ『カンフーパンダ ～運命の拳』がAmazon Prime Videoより公開された。13話の2シーズンにわたって放送され、それぞれ2018年11月16日と2019年7月4日に全話公開された。『カンフーパンダ3』の余波を受け、ポーが4匹のパンダ、ヌーハイ、ジン、バオ、ファン・トンを指導する。四星座と呼ばれる古代の強力なカンフー戦士の気を受け継ぎ、新たなカンフーの力で迫り来る悪から世界を救うことができる唯一の存在となる。
ナショナル・パンダ・デーの2022年3月16日、本作のその後を描いたもうひとつの『カンフー・パンダシリーズ』である『Kung Fu Panda The Dragon Knight』が2022年7月にNetflixで公開され、ジャック・ブラックが再びポーを演じることが発表された。ポーが故郷を離れ、贖罪と正義のために世界中を旅し、「さまよう刃」と呼ばれる無骨な英国人騎士とコンビを組むことになる。

## 作品の評価

### 興行収入
本作は、アメリカとカナダで1億4,350万ドル、その他の地域で3億7,760万ドル、全世界で5億2,120万ドルを記録し、シリーズ中最も低い興行収入となった。『Deadline Hollywood』によると、本作は7,665万ドルの純利益を記録し、2016年に公開された作品の中で最も収益性の高いトップ20に入る作品となった。
アメリカとカナダでは、初期の予想では、3,955館で約4,000万 - 4,500万ドルのオープニング興行収入を見込んでおり、Box Office Mojoは、2011年の『カンフー・パンダ2』のオープニング興行収入4,770万ドルに匹敵するが、第1作の2008年のオープニング興行収入6,020万ドルと比べると大幅に減少する5,300万ドルにまで達すると報告している。しかし、ドリームワークス・アニメーションとフォックスは、より保守的に「4,000万ドル半ばのオープニング」と予想した。Rentrakのシニアアナリスト、ポール・ダーガラベディアンは、本作のオープニングは「前2作の間のどこかに収まるはず」と述べ、本作は「最近、シネコンで適切な娯楽の選択肢がほとんどない。家族連れにアピールするだろう」と指摘している。公開2日前の1月27日、ファンダンゴ・メディアは、本作が週末の前売り券販売数でトップになったと報じ、同じ販売サイクルの過去のドリームワークス・アニメーション作品『ホーム 宇宙人ブーヴのゆかいな大冒険』『カンフー・パンダ2』を上回ったとした。また、興行専門家は、この作品が、『ザ・ブリザード』や『フィフティ・シェイズ・オブ・ブラック』といった他の新作や、『レヴェナント: 蘇えりし者』や『スター・ウォーズ/フォースの覚醒』といった、いずれも1,000万ドル前後の記録が見込まれる押さえ役との真剣勝負に直面しなかったことを指摘している。北米では、本作が4,130万ドルでデビュー週末興行成績のトップに立ち、1月のアニメ映画としては最高のオープニング週末となり、同月の週末デビューとしては過去3番目に高い成績となった。2週目の週末も北米の興行収入でトップに立ち、2,120万ドルを記録した。
中国では、『Deadline Hollywood』のナンシー・タルタリオーネが、アメリカよりも大きなオープニング週末と、高い総興行収入を予想しており、期待が高まっていた。中国でのオープニングの控えめな予想は、3,500万ドルから5,000万ドルを超えるものだった。本作は、春節とバレンタインデーの1週間前に公開され、旧正月の「ブラックアウト」と呼ばれる外国映画の公開禁止期間中の学校休暇中にデビューしたため、ハリウッド大作との競争にさらされないという利点もあり、中国公式公開前から、2015年に興収1億5,300万ドルを記録した『西遊記 ヒーロー・イズ・バック』を超える国内最高興収アニメ映画として予測されていた。
本作は、アメリカでの公開の1週間前、2016年1月22日に中国で限定劇場公開された。3時間の特別スニーク・プレビューが上映され、2種類のバージョンで640万ドルを記録し、デイリー興行成績の上位を占めた。良い口コミに後押しされ、単日のオープニングはこれまでの2016年で最大の1,630万ドル、土曜日上映の試写を含めると合計2,310万ドルを記録し、中国で最高のオープニング興収を記録した。

### 映画批評家によるレビュー
Rotten Tomatoesでは、179のレビューに基づき、87%の支持率を獲得し、平均評価は6.90/10となっている。同サイトの批評では、「本作はその華麗なビジュアルもさることながら、丸々とした主人公のように、物語も驚くほど軽快で、家族全員で楽しめるアニメーションに仕上がっている」と評価されている。Metacriticでは、34人の批評家による100点満点中66点を獲得しており、「概ね好評」であることを示している。
IGNは10点満点中8.5点を与え、「本作は、ドリームワークスの愛らしいアニメーションシリーズの、楽しさいっぱいのアクション満載の完結編だ」とコメントしている。Screen Rantは5点満点中2.5点をつけ、「時には美しい映画で、好感の持てるキャラクターと、消化しやすいギャグに満ちていて、子供たちを笑顔でいっぱいにするはず。しかし、もっと野心的なアニメがたくさんある中で、本作は鑑賞に必要なお金（あるいは時間）を正当化するものではないかもしれない」と述べている。RogerEbert.comのグレン・ケニーは、4つ星のうち3つを与え、「アクションが多いにもかかわらず、また異種格闘技戦があるにもかかわらず、アクション・アドベンチャー・アニメーション映画であると同時に、おかしな動物アニメーション映画であるにもかかわらず、本作は大人の鑑賞に耐えうるものである」と書いている。バラエティのジャスティン・チャンは、「本作は、ドリームワークスの長年のフランチャイズの続編で、軽快なタッチが特徴だ」と、好意的な評価を下している。『エンターテインメント・ウィークリー』のクリスチャン・ホルブは、評価をBとし、「複雑なだけに、しっかりとした視聴者が楽しめる上、親が予備知識なしで楽しめるように、シンプルに仕上げている」とコメントしている。『ハリウッド・リポーター』のマイケル・レヒトシャッフェンは、「ジャック・ブラック演じる団子屋のドラゴン戦士が実の父親と再会するというストーリーは、予言通りにはいかないが、ドラマチックに言えば、3Dメガネが完全に正当化される非常に珍しいアニメの一つであり、視覚的にも非常に印象的である」と書いている。『ジ・エスケイピスト』のマーテル・パーキンソンは、「本作は『もうひとつの作品』と表現するのが最もふさわしい」と述べ、「第1作で語られたストーリーを少し変えただけ」、「第2作より一段落ちる」としながら、「全く問題ない作品で、『同じものをもっと』と思うだけなら、失望はしないだろう」と結論付けている。『フォーブス』は、前作と比較し、「前2作の素晴らしい作品からは落ちぶれた」と否定的な評価を下したものの、「視覚的に豪華で、全体的に面白い」と認めている。

### 受賞歴
| 賞                               | 式典日         | カテゴリー                             | 受賞者                                                                                         | 結果       | 脚注          |
| -------------------------------- | -------------- | -------------------------------------- | ---------------------------------------------------------------------------------------------- | ---------- | ------------- |
| アニー賞                         | 2017年2月4日   | 長編作品賞                             | メリッサ・コブ                                                                                 | ノミネート | [ 64 ]        |
| アニー賞                         | 2017年2月4日   | 長編作品視覚効果賞                     | マット・タイタス ジェフ・バッズバーグ カール・フーパー ルイス・フローレス ジェイソン・メイヤー | ノミネート | [ 64 ]        |
| アニー賞                         | 2017年2月4日   | 長編作品キャラクター・アニメーション賞 | リュドヴィク・ブアンショー                                                                     | ノミネート | [ 64 ]        |
| アニー賞                         | 2017年2月4日   | 長編作品美術賞                         | レイモンド・ジバック マックス・ボアス                                                          | ノミネート | [ 64 ]        |
| 米国作曲家作詞家出版者協会賞     | 2017年5月14日  | 興行成績上位賞                         | ハンス・ジマー                                                                                 | 受賞       | [ 65 ]        |
| 声優アワード                     | 2017年6月11日  | 長編映画部門男性ボーカル助演賞         | J・K・シモンズ                                                                                 | ノミネート | [ 66 ]        |
| 英国アカデミー児童映画賞         | 2016年11月20日 | BAFTAキッズ投票                        | 『カンフー・パンダ3』                                                                          | ノミネート | [ 67 ] [ 68 ] |
| ジョージア映画批評家協会         | 2017年1月11日  | アニメ映画賞                           | ジェニファー・ユー・ネルソン アレッサンドロ・カルローニ                                        | ノミネート | [ 69 ]        |
| ゴールデン・トレーラー賞         | 2016年6月5日   | アニメ/ファミリーTVスポット賞          | 『カンフー・パンダ3』                                                                          | ノミネート | [ 70 ]        |
| 2017年キッズ・チョイス・アワード | 2017年3月11日  | モスト・ウォンテッド・ペット           | ジャック・ブラック                                                                             | ノミネート | [ 71 ]        |
| MTVムービー&TVアワード           | 2016年4月10日  | ベスト・バーチャル・パフォーマンス     | ジャック・ブラック                                                                             | ノミネート | [ 72 ]        |
| サターン賞                       | 2016年6月22日  | アニメ映画賞                           | 『カンフー・パンダ3』                                                                          | ノミネート | [ 73 ]        |